# Žiarska chata
Žiarska chata je vysokohorská chata ve střední části Žiarské doliny v nadmořské výši 1285 m n. m. vzdálena asi 5,2 km od jejího ústí. Je velmi často navštěvována turisty, protože je vynikajícím východiskem na různé túry do oblasti Baníkova a Barance. 

## Turistické možnosti
Kolem ní prochází modrá turistická značka vedoucí od ústí Žiarské doliny, přes Smutné sedlo na Ťatliakovu chatu a zelená turistická značka vedoucí z Otrhanců, Hrubého vrchu a Jamnícké doliny na Baníkov a do Roháčské doliny.
Od chaty se dá jít dál do Smutného sedla (1,50 hodiny), Žiarského sedla (1,45 hodiny) na Baranec (3,30 hodiny), Plačlivé (2,20 hodiny), Ostrý Roháč (3,25 hodiny), Baníkov (2,45 hodiny) a Volovec (4,20 hodiny).

## Jiné možnosti
V chatě je možnost občerstvení, ubytování, prodeje suvenýrů a výpůjčky koloběžky, se kterou se dá pohodlně svézt po asfaltové cestě do ústí doliny. U chaty je i parkoviště, ale není použitelné pro běžné turisty. Do Žiarské doliny se totiž autem nesmí (výjimku tvoří zásobování a horská služba).

## Okolí chaty
Blízko chaty je dětské hřiště, zimní sklad, pietní místo obětem Západních Tater a stanoviště Horské služby. 15 minut cesty od chaty po zelené turistické značce je vidět Šarafiový vodopád.

## Přístup
- Po  značce z Žiarské doliny, trvání 1:30 hodiny.